# Esteban Ocon
Esteban Ocon, född den 17 september 1996 i Normandie, är en fransk racerförare som för närvarande kör för Haas i Formel 1. Ocon har tidigare kört för Alpine, Renault, Racing Point, Force India och Manor samt varit reservförare för Mercedes.

## Karriär
Esteban Ocon inledde sin racingkarriär med att köra karting år 2006, då han slutade på åttonde plats i French Minime Championship. Året därpå vann han mästerskapet. År 2008 vann han French Cadet Championship och gick vidare till den internationella klassen 2009. Därefter blev han en av förarna i Formel 1-stallet Lotus juniorprogram.
Ocon gjorde Formel 3-debut i Macaos Grand Prix 2013 med Prema Powerteam. År 2014 tävlade han i European Formula Three Championship med Prema, och lyckades vinna mästerskapet under debutåret. Visten ledde till att han fick köra det första träningspasset inför Abu Dhabis Grand Prix 2014 för Lotus. I mars 2015 bekräftades det att Ocon skulle tävla i GP3 Series med ART Grand Prix, och två månader senare bekräftades det att han fått stöd från Mercedes.
2016 gjorde Ocon debut i DTM för ART Grand Prix, som kör två av Mercedes bilar i DTM. Han var även test- samt reservförare åt Renault, efter att han lånats ut av Mercedes. Ocon gjorde sin debut i Formel 1 för Manor i Belgiens Grand Prix 2016 och körde sedan resten av säsongen för stallet.
2017 körde Ocon sin första hela säsong i Formel 1. Med hjälp av en stark Force India bil slutade han på åttonde plats i mästerskapet med 87 poäng, precis efter sin stallkamrat Sergio Perez som slutade med 100 poäng.
2018 startade Ocon sin andra säsong i Formel 1 som förare för Force India. Efter en stark första säsong i Formel 1 var hans andra år något tuffare, inte minst då teamet fick slut på pengar efter att dess ägare Vijay Mallya hamnade i blåsväder med lagen. Teamet försattes i konkurs och räddades av ett konsortium lett av Lawrence Stroll som även är far till racingföraren Lance Stroll som då körde för konkurrerande racingteamet Williams. I och med köpet startade många rykten om Lawrence Strolls planer för teamet, hans son och Ocons framtid i teamet. Efter det året ersattes han av Lance Stroll och lyckades inte hitta någon plats i ett annat team för 2019.
Inför 2020 var Ocon tillbaka i Formel 1, nu som fransk förare för det franska teamet Renault F1 som stallkamrat till Daniel Ricciardo.
I Ungerns Grand Prix 2021 lyckades Ocon ta karriärens första seger i Formel 1. Han blev i och med det den 111:e föraren genom historien att vinna ett Formel 1 lopp. Detta var första gången sedan Alain Prost vann Österrikes Grand Prix 1983 som en fransk förare vann ett Formel 1 lopp i en fransk bil med en fransk motor.
Inför säsongen 2025 skrev Ocon kontrakt med Haas F1, och ersattes redan i Abu Dhabis Grand Prix 2024 av Jack Doohan.

## Formel 1-karriär
| Säsong            | Stall/Tillverkare                          | Placering         | Lopp | Poäng | Etta | Tvåa | Trea | Pole | Varv |
| ----------------- | ------------------------------------------ | ----------------- | ---- | ----- | ---- | ---- | ---- | ---- | ---- |
| 2016              | Manor-Mercedes                             | 23                | 9    | 0     | 0    | 0    | 0    | 0    | 0    |
| 2017              | Force India-Mercedes                       | 8                 | 20   | 87    | 0    | 0    | 0    | 0    | 0    |
| 2018              | Force India-Mercedes Racing Point-Mercedes | 12                | 12 9 | 49    | 0    | 0    | 0    | 0    | 0    |
| 2020              | Renault                                    | 12                | 17   | 62    | 0    | 1    | 0    | 0    | 0    |
| 2021              | Alpine-Renault                             | 11                | 22   | 74    | 1    | 0    | 0    | 0    | 0    |
| 2022              | Alpine-Renault                             | 8                 | 22   | 92    | 0    | 0    | 0    | 0    | 0    |
| 2023              | Alpine-Renault                             | 12                | 22   | 58    | 0    | 0    | 1    | 0    | 0    |
| 2024              | Alpine-Renault                             | 14                | 23   | 23    | 0    | 1    | 0    | 0    | 1    |
| 2025              | Haas-Ferrari                               | 9                 | 3    | 10    | 0    | 0    | 0    | 0    | 0    |
| Sammanlagt (2025) | Sammanlagt (2025)                          | Sammanlagt (2025) | 159  | 455   | 1    | 2    | 1    | 0    | 1    |

### Etta i F1-lopp
1. Ungern 2021

### Tvåa i F1-lopp
1. Sakhirs 2020
2. Brasilien 2024

### Trea i F1-lopp
1. Monaco 2023

### Snabbaste varv i F1-lopp
1. USA 2024